# Педрейра (Сан-Паулу)
Педрейра (порт. Pedreira)  —  муниципалитет в Бразилии, входит в штат Сан-Паулу. Составная часть мезорегиона Кампинас. Находится в составе крупной городской агломерации Агломерация Кампинас. Входит в экономико-статистический  микрорегион Кампинас. Население составляет 40 575 человек на 2006 год. Занимает площадь 109,710 км². Плотность населения — 369,8 чел./км².

## История
Город основан 31 октября 1896 года. 

## Статистика
- Валовой внутренний продукт на 2005 составляет 411.664.000,00 реалов (данные: Бразильский институт географии и статистики).
- Валовой внутренний продукт на душу населения на 2003 составляет 6.793,63 реалов (данные: Бразильский институт географии и статистики).
- Индекс развития человеческого потенциала на 2000 составляет 0,810 ▲ (данные: Программа развития ООН).